# 柳沢保徳
柳沢 保徳（やなぎさわ やすのり、1948年〈昭和23年〉10月5日 - ）は、日本の物理学者。研究分野は文化財科学、応用物性、分離・精製・検出法。
大和国郡山藩柳沢家第9代当主。

## 概要・経歴
柳沢斉徳（薩摩藩島津家第30代当主・島津忠重四男）と柳沢佐久子（大和国郡山藩柳沢家第8代当主・柳沢保承四女）の長男として誕生。
父の斉徳が1954年に養子縁組を解消し、島津家に復籍したことから祖父の跡を継ぎ、第9代当主となる。
奈良県立奈良高等学校、大阪大学理学部物理学科、大阪大学大学院基礎工学研究科物性工学専攻修士課程修了。
1987年度 - 1995年度：奈良教育大学教育学部助教授
2002年度 – 2003年度: 奈良教育大学教育学部教授
また、奈良教育大学学長や学校法人帝塚山学園学園長も務めた。
柳沢家や郡山藩関連では公益財団法人郡山城史跡柳沢文庫保存会副理事長（非常勤）を務めている。

## 系譜
- 祖父：柳沢保承
- 祖父：島津忠重
- 父：柳沢斉徳（島津忠重四男）
- 母：柳沢佐久子（柳沢保承四女）